# Pedro Casado
Pedro Casado Bucho (Madrid, 20 de noviembre de 1937-Madrid, 10 de enero de 2021) fue un futbolista español que jugaba de defensa.

## Trayectoria
- Categorías inferiores del Real Madrid
- 1960-64 Real Madrid Club de Fútbol
- 1966-68 CE Sabadell

## Palmarés
- 5 Ligas Españolas con el Real Madrid en los años 1957, 1961, 1962, 1963 y 1964.
- 1 Copa de España con el Real Madrid en el año 1962.
- 1 Copa de Europa con el Real Madrid en el año 1957.
- 1 Copa Intercontinental con el Real Madrid en el año 1961.

## Internacionalidades
- 1 vez internacional con España.
- Debutó con la selección española en Madrid el 2 de abril de 1961 contra Francia.